# Chiloscyllium burmensis
Chiloscyllium burmensis är en hajart som beskrevs av Dingerkus och DeFino 1983. Chiloscyllium burmensis ingår i släktet Chiloscyllium och familjen Hemiscylliidae. IUCN kategoriserar arten globalt som otillräckligt studerad. Inga underarter finns listade i Catalogue of Life.